# Capitania do Xingu
A Capitania do Xingu foi uma capitania hereditária da América portuguesa, situada no Estado do Maranhão e Grão-Pará, na região norte do território. A capitania foi doada em 1685 a Luís de Abreu de Freitas, como reconhecimento pelos serviços prestados por seu pai. Localizava-se a oeste da Capitania do Pará, na foz do rio Xingu.
Embora formalmente instituída, não há registros históricos que indiquem a efetiva ocupação ou administração da capitania por parte de seus donatários. Sua criação reflete as estratégias de ocupação territorial e concessão de terras características do período colonial, mas a ausência de ações concretas evidencia as dificuldades de controle e povoamento em áreas remotas da Amazônia no final do século XVII.